# Финики

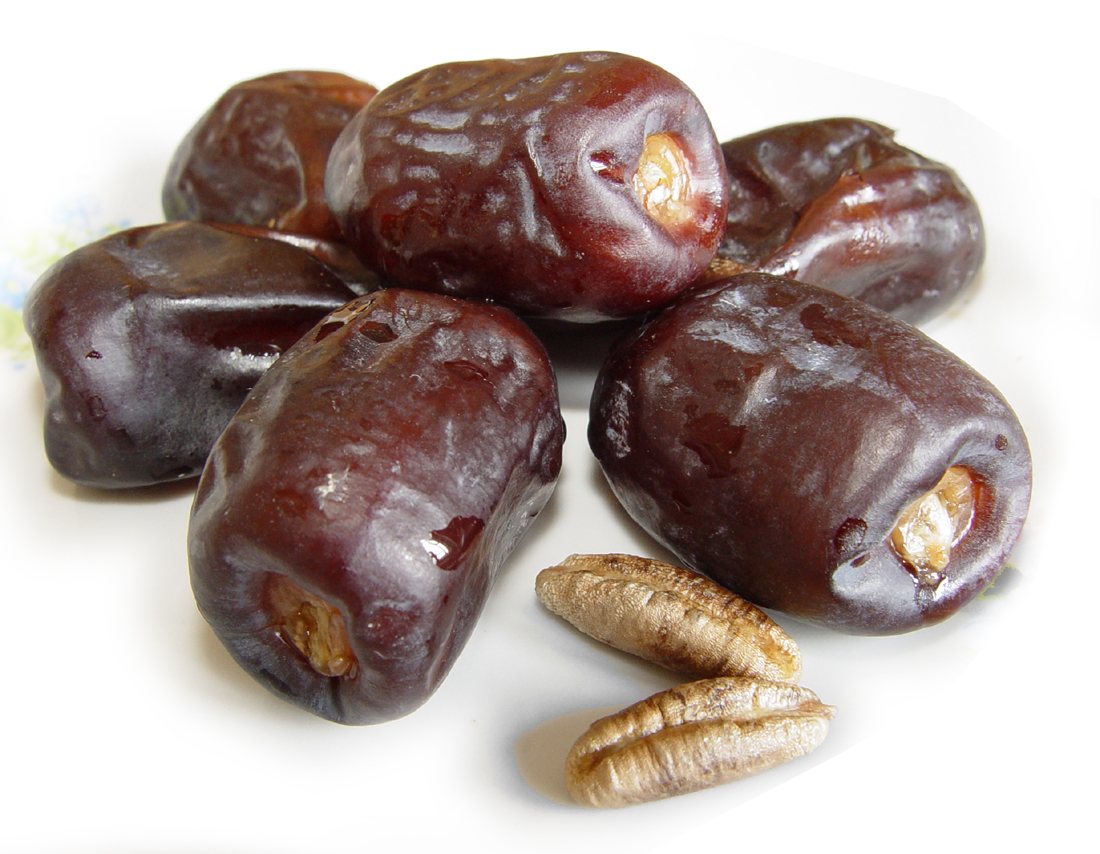
Сушёные финики и косточки

Финики — съедобные плоды некоторых видов финиковой пальмы, особенно вида Финик пальчатый (Phoenix dactylifera). С давних времён используется человеком как высокоценный продукт питания. В продажу обычно поступают как сухофрукты. Популярнейшие сорта финиковой пальмы — «деглет нур» и «меджул» — культивируются в промышленных масштабах в странах с жарким климатом.

## Название
В просторечии финиками могут называть некоторые другие растения или их плоды, не имеющие отношения к финиковым пальмам. Например, растение Зизифус настоящий (Ziziphus jujuba) из семейства крушиновых могут называть «китайским фиником», что с ботанической точки зрения ошибочно.

## История
Финики на протяжении тысячелетий остаются одним из основных видов пищи в странах Ближнего Востока и Северной Африки. В Индии убеждены, что первыми финиковую пальму одомашнили носители индской цивилизации. Большинство же учёных склонно считать родиной финиковых Месопотамию, где обнаружены свидетельства возделывания этого дерева за 4 тысячи лет до н. э.
Из-за высокой урожайности финиковой пальмы, способной приносить на протяжении по меньшей мере 60 лет полцентнера плодов ежегодно, финики были одним из самых доступных видов пищи у жителей Древнего Востока. Финиковую пальму часто изображали на стенах храмов Вавилонии и Ассирии. В Древнем Египте финики использовались как сырьё для производства вина.
Финики неоднократно упоминаются в текстах различных священных писаний, например, в Библии и Коране. Сушёные финики могут служить источником пищи в длительных походах. Отшельничая в пустыне, финиками питался святой Онуфрий. Когда мусульмане разговляются во время поста в Рамадан, по традиции сначала съедают финик или выпивают воду.
Уксус из фиников был традиционным продуктом Ближнего Востока.
В 2008 году израильские учёные смогли вырастить саженец пальмы из семян возрастом 1900 лет, а в 2020 — из семян, которым более двух тысяч лет. Исследование генотипа растений определило, что уже в Древней Иудее занимались целенаправленным скрещиванием и селекцией сортов финиковой пальмы.

## Полезные свойства
Финики считаются полноценной едой из-за своей высокой питательной ценности и являются важным компонентом пищи. Они хорошо известны высоким содержанием углеводов, аминокислот, витаминов, пищевых волокон и важных минералов. Финики, как и другие сухофрукты, — высококалорийный продукт. Энергетическая ценность фиников — более 200 ккал на 100 г (по разным данным — от 220 до 300 ккал).
Употребление фиников полезно при сердечно-сосудистых заболеваниях, во время простудных заболеваний, а также способствует нормализации работы желудочно-кишечного тракта.
Существует городская легенда, что весь комплекс веществ, необходимых для полноценного питания человека, содержится в финиках. В ряде сказаний и легенд сообщается о случаях питания людей только финиками и водой в течение нескольких лет.
Финики являются продуктом с большим количеством сахара и с высоким гликемическим индексом. По этой причине люди с сахарным диабетом должны с осторожностью употреблять данный продукт.
Семена фиников замачивают и измельчают на корм животным. Их масло подходит для использования в косметике и дерматологии. Масло содержит лауриновую кислоту (36 %) и олеиновую кислоту (41 %).

## Урожайность
На четвёртый год деревья плодоносят, но первый выход товарной продукции достигается после 5—6 лет, получают по 8—10 кг с дерева. В 13 лет урожайность составляет 60—80 кг с дерева. На улучшенных сортах и плантациях с повышенной плотностью посадки возможны урожаи 100—150 кг с дерева при урожайности 11—17 тонн/га. Суммарные мировые посадки оцениваются в 1,3 млн гектар, средняя мировая урожайность составляет 7,4 тонн/га. Финиковая пальма приносит высокие урожаи в течение 60—80 лет.

## Производство, импорт, экспорт
Общий мировой объём производства фиников в 2023 году составил 9,66 млн тонн. Крупнейшие страны-производители фиников по данным ФАО на 2023 год.
| Страна            | Производство (тыс. тонн) | %    |
| ----------------- | ------------------------ | ---- |
| Египет            | 1867                     | 19,3 |
| Саудовская Аравия | 1643                     | 17,0 |
| Алжир             | 1325                     | 13,7 |
| Иран              | 1024                     | 10,6 |
| Ирак              | 636                      | 6,6  |
| Пакистан          | 504                      | 5,2  |
| Судан             | 443                      | 4,6  |
| Оман              | 395                      | 4,1  |
| Тунис             | 386                      | 4,0  |
| ОАЭ               | 329                      | 3,4  |
| Израиль           | 328                      | 3,5  |

Размер рынка фиников в 2024 году оценивался в 15,47 млрд долларов США. Крупнейшими мировыми экспортёрами фиников в денежном выражении по состоянию на 2022 год стали в порядке убывания: Саудовская Аравия, Израиль, Иран, ОАЭ, Тунис, Алжир, Ирак, США, Египет, Нидерланды.

Основными странами-импортерами фиников в натуральном выражении по состоянию на 2023 год являются Индия, Марокко, Турция, Пакистан, Франция, Казахстан, Китай и Германия; в денежном выражении — Индия, Марокко, Франция, Турция, Нидерланды, США, Великобритания, Германия, Канада, Малайзия, Испания. 

Галерея
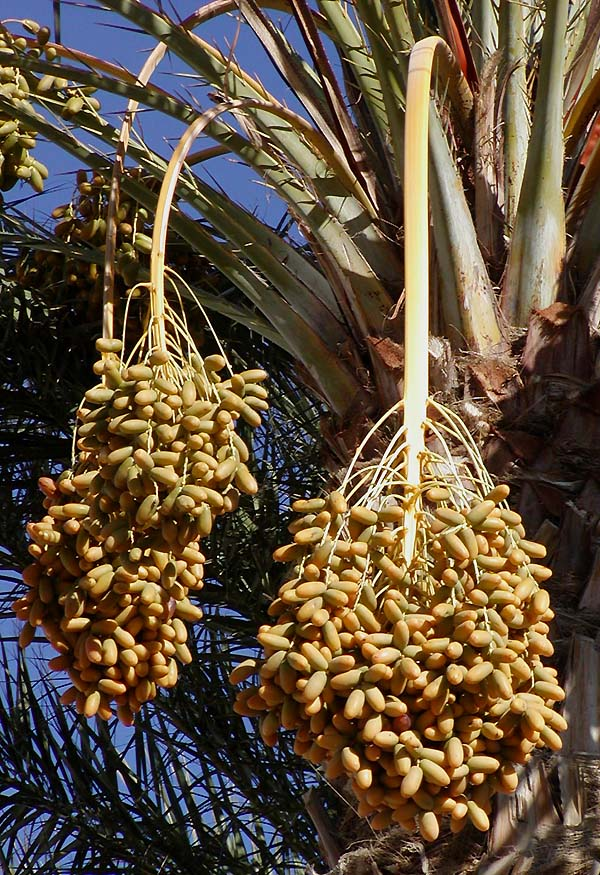
Грозди фиников, Лас-Вегас
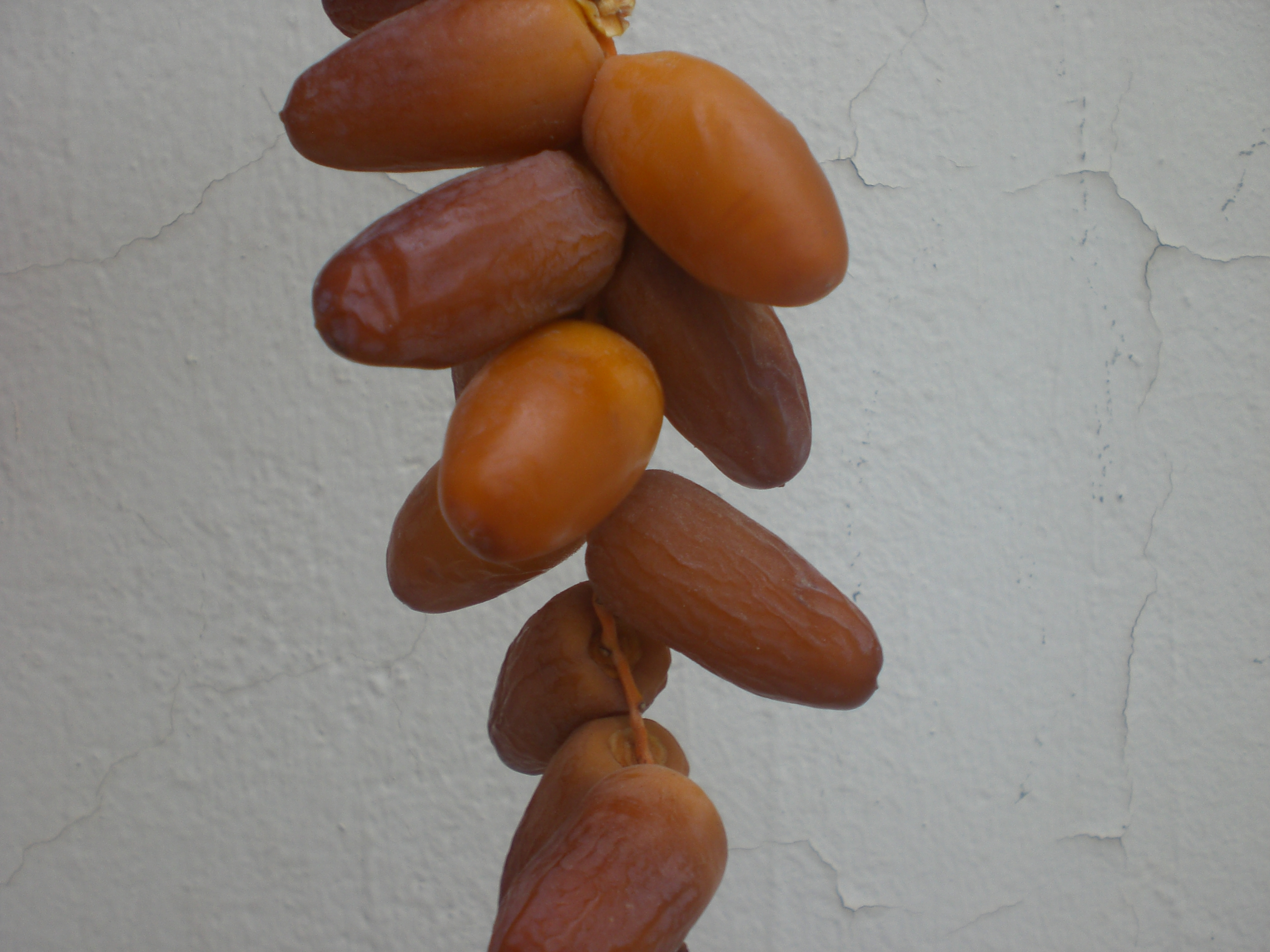
Финики сорта «хамрая»
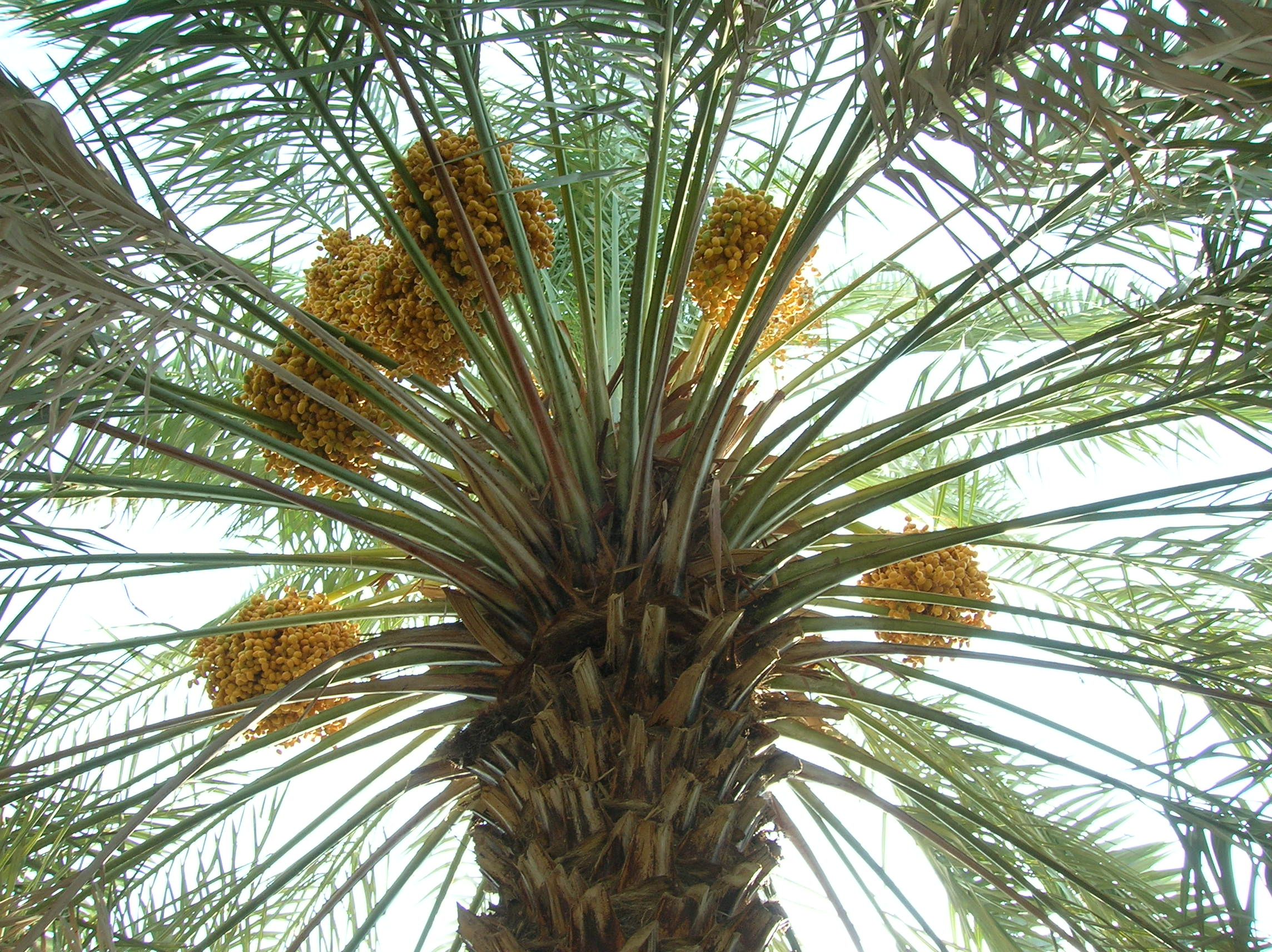
Финиковая пальма, Медина
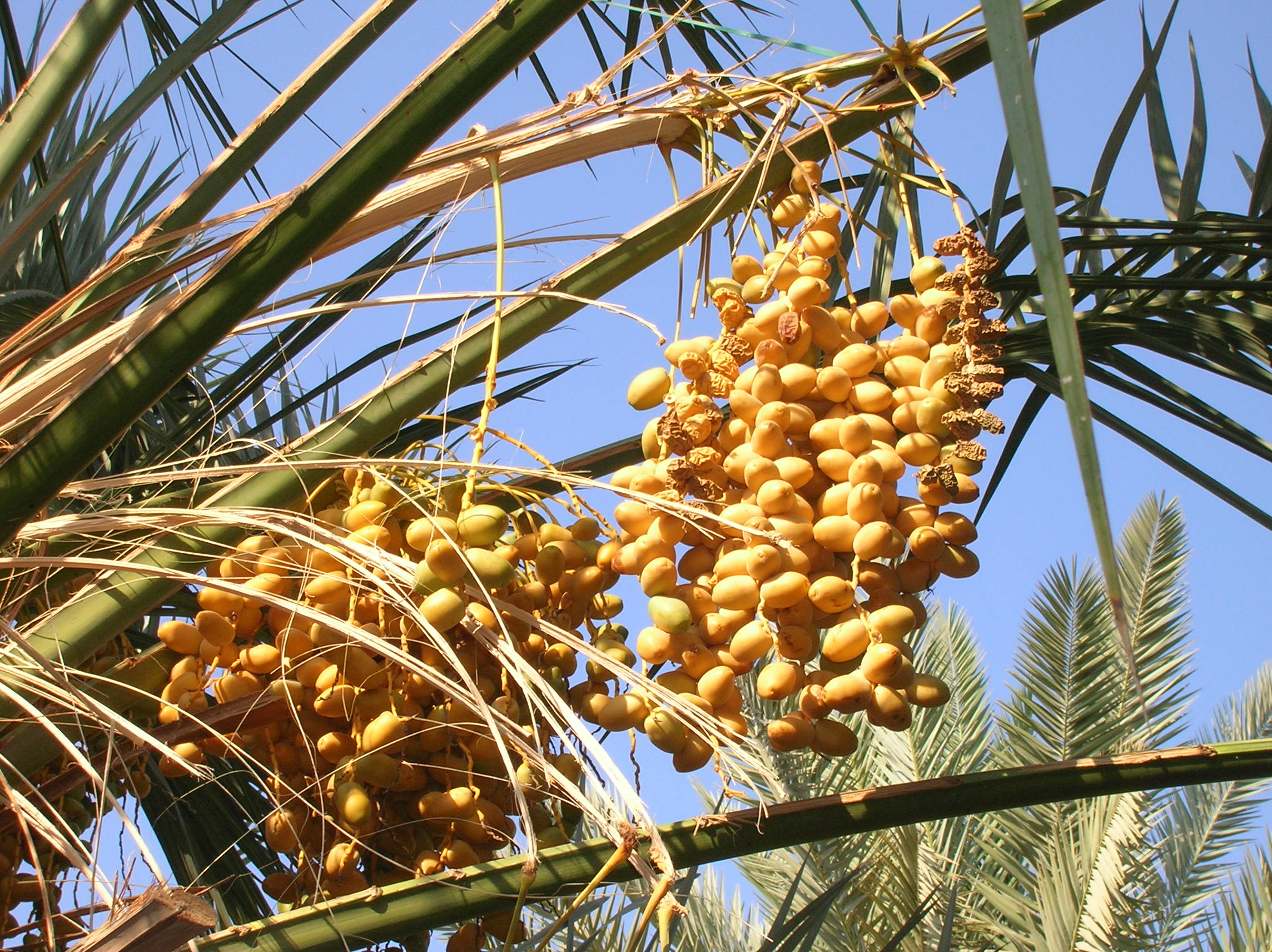
Зрелые и высохшие финики, Медина
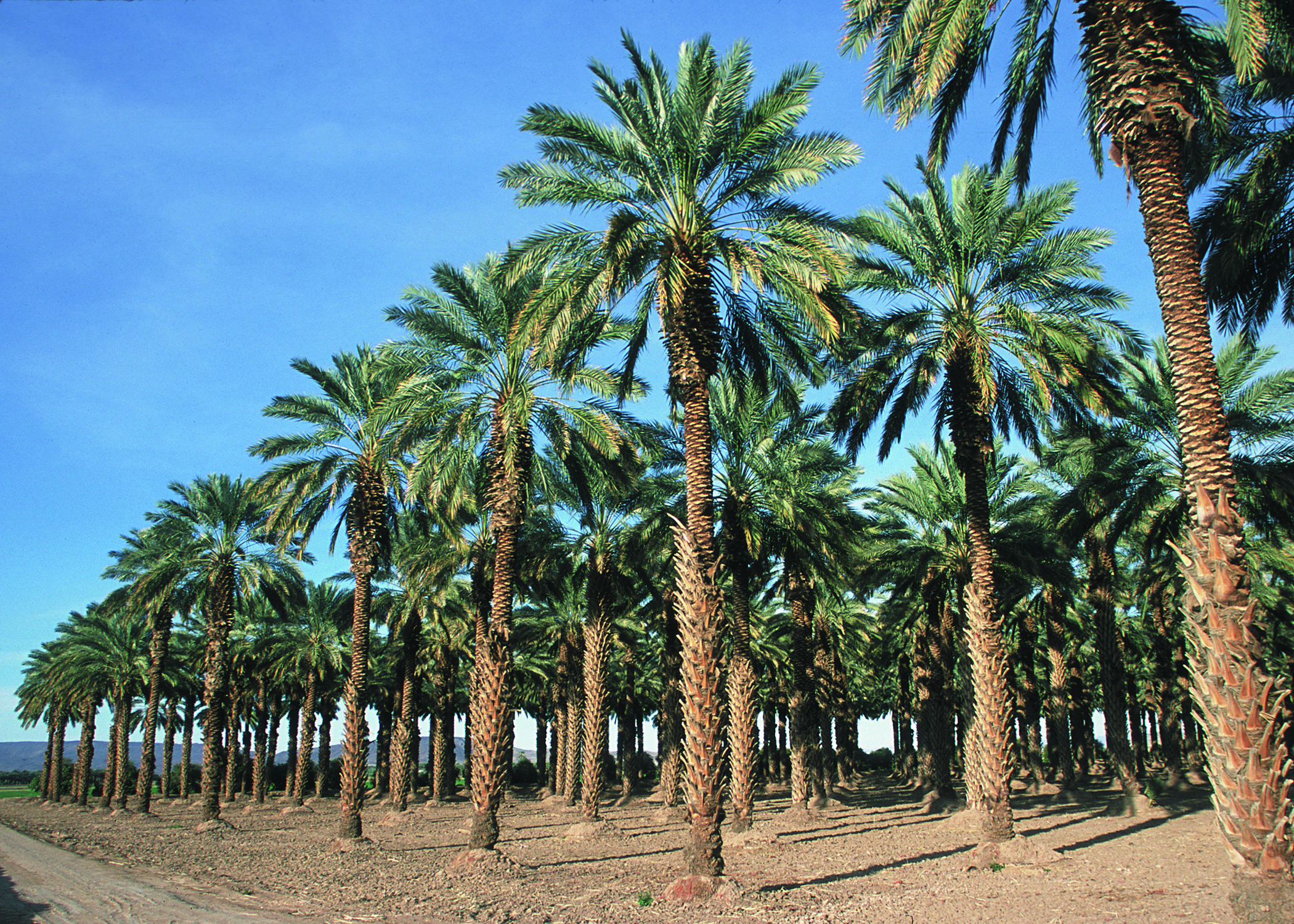
Финиковые пальмы в Юме, штат Аризона